# HD 106252 b
HD 106252 b ist höchstwahrscheinlich ein Brauner Zwerg, das den gelben Zwerg HD 106252 umkreist.
HD 106252 b umkreist seinen Begleitstern alle 1531 Tage mit einer großen Halbachse von 2,7 Astronomischen Einheiten. Seine Masse wird auf rund 30 Jupitermassen geschätzt (3-σ-Konfidenzintervall 6,92–68,9 Jupitermassen).
HD 106252 b wurde von Debra Fischer, Geoffrey Marcy, R. Paul Butler, Steven Vogt et al. mit Hilfe der Radialgeschwindigkeitsmethode entdeckt und 2002 publiziert.